# Крабтрі (Орегон)
Крабтрі (англ. Crabtree) — переписна місцевість (CDP) в США, в окрузі Линн штату Орегон. Населення — 406 осіб (2020).

## Географія
Крабтрі розташоване за координатами 44°38′16″ пн. ш. 122°54′21″ зх. д. / 44.63778° пн. ш. 122.90583° зх. д. (44.637643, -122.905942).  За даними Бюро перепису населення США в 2010 році переписна місцевість мала площу 4,70 км², уся площа — суходіл.

## Демографія
Згідно з переписом 2010 року, у переписній місцевості мешкала 391 особа в 148 домогосподарствах у складі 106 родин. Густота населення становила 83 особи/км².  Було 161 помешкання (34/км²).
Расовий склад населення:
| - 95,9 % — білих - 1,0 % — корінних американців - 0,3 % — азіатів - 1,3 % — осіб інших рас |

До двох чи більше рас належало 1,5 %. Частка іспаномовних становила 2,6 % від усіх жителів.
За віковим діапазоном населення розподілялося таким чином: 24,0 % — особи молодші 18 років, 60,4 % — особи у віці 18—64 років, 15,6 % — особи у віці 65 років та старші. Медіана віку мешканця становила 44,6 року. На 100 осіб жіночої статі у переписній місцевості припадало 106,9 чоловіків;  на 100 жінок у віці від 18 років та старших — 103,4 чоловіків також старших 18 років.
За межею бідності перебувало 42,4 % осіб, у тому числі 48,5 % дітей у віці до 18 років та 57,7 % осіб у віці 65 років та старших.
Цивільне працевлаштоване населення становило 124 особи. Основні галузі зайнятості: транспорт — 29,0 %, фінанси, страхування та нерухомість — 28,2 %, роздрібна торгівля — 14,5 %, освіта, охорона здоров'я та соціальна допомога — 13,7 %.